# سباق الزمن تحت 23 سنة في بطولة العالم لسباق الدراجات على الطريق 2018
سباق الطريق ضد الساعة لأقل من 23 سنة في بطولة العالم لسباق الدراجات على الطريق 2018 (بالفرنسية: Contre-la-montre masculin des moins de 23 ans aux championnats du monde de cyclisme sur route 2018)‏ هو سباق دراجات هوائية، وهو الموسم رقم 23 من السباق، وأقيم في 24 سبتمبر 2018، وامتدّ لمسافة 27.8 كيلومتر، وهو أحد سباقات بطولة العالم لسباق الدراجات على الطريق 2018، وهو من نوع سباق الدراجات، وقد شارك في السباق 72 متسابقاً ووصل إلى نهايته 70 متسابقاً.
فاز فيه بالمركز الأول ميكيل بيرج، وبالمركز الثاني برنت فان موير، وبالمركز الثالث Mathias Norsgaard ‏.

## التصنيف العام النهائي
| \| التصنيف العام \| التصنيف العام \| التصنيف العام \| التصنيف العام \| التصنيف العام \| \| العداء \| العداء \| الفريق \| الوقت \| \| \| ------------- \| ------------------------------ \| ----------------------------------------------------------------------------------- \| ------------- \| ------------- \| \| 1 \| ميكيل بيرج \| منتخب الدنمارك لسباق الدراجات على الطريق للرجال تحت 23 سنة 2018 [لغات أخرى]‏ \| 32 د 31 ث \| \| \| 2 \| برنت فان موير \| منتخب بلجيكا لسباق الدراجات على الطريق للرجال تحت 23 سنة 2018 [لغات أخرى]‏ \| + 33 ث \| \| \| 3 \| Mathias Norsgaard [الإنجليزية]‏ \| منتخب الدنمارك لسباق الدراجات على الطريق للرجال تحت 23 سنة 2018 [لغات أخرى]‏ \| + 38 ث \| \| \| 4 \| Edoardo Affini [الإنجليزية]‏ \| منتخب إيطاليا لسباق الدراجات على الطريق للرجال تحت 23 سنة 2018 [لغات أخرى]‏ \| + 44 ث \| \| \| 5 \| إيثان هايتر \| منتخب المملكة المتحدة لسباق الدراجات على الطريق للرجال تحت 23 سنة 2018 [لغات أخرى]‏ \| + 45 ث \| \| \| 6 \| توبياس فوس \| النرويج تحت 23 سنة \| + 50 ث \| \| \| 7 \| براندون ماكنولتي \| منتخب الولايات المتحدة لسباق الدراجات على الطريق للرجال تحت 23 سنة 2018 [لغات أخرى]‏ \| + 52 ث \| \| \| 8 \| Stefan de Bod [الإنجليزية]‏ \| منتخب جنوب أفريقيا الوطني لسباق الدراجات على الطريق للرجال تحت 23 سنة 2018‏ \| + 59 ث \| \| \| 9 \| Matteo Sobrero [الإنجليزية]‏ \| منتخب إيطاليا لسباق الدراجات على الطريق للرجال تحت 23 سنة 2018 [لغات أخرى]‏ \| + 1 د 01 ث \| \| \| 10 \| كالوم سكوتسون \| منتخب أستراليا لسباق الدراجات على الطريق للرجال تحت 23 سنة 2018 [لغات أخرى]‏ \| + 1 د 01 ث \| \| |                    |                                                                            |            |  |
| |                    |                                                                            |            |  |
| مصدر: ProCyclingStats |                    |                                                                            |            |  |
| التصنيف العام |                    |                                                                            |            |  |
| العداء | العداء             | الفريق                                                                     | الوقت      |  |
| 1 | ميكيل بيرج         | منتخب الدنمارك لسباق الدراجات على الطريق للرجال تحت 23 سنة 2018 ‏           | 32 د 31 ث  |  |
| 2 | برنت فان موير      | منتخب بلجيكا لسباق الدراجات على الطريق للرجال تحت 23 سنة 2018 ‏             | + 33 ث     |  |
| 3 | Mathias Norsgaard ‏ | منتخب الدنمارك لسباق الدراجات على الطريق للرجال تحت 23 سنة 2018 ‏           | + 38 ث     |  |
| 4 | Edoardo Affini ‏    | منتخب إيطاليا لسباق الدراجات على الطريق للرجال تحت 23 سنة 2018 ‏            | + 44 ث     |  |
| 5 | إيثان هايتر        | منتخب المملكة المتحدة لسباق الدراجات على الطريق للرجال تحت 23 سنة 2018 ‏    | + 45 ث     |  |
| 6 | توبياس فوس         | النرويج تحت 23 سنة                                                         | + 50 ث     |  |
| 7 | براندون ماكنولتي   | منتخب الولايات المتحدة لسباق الدراجات على الطريق للرجال تحت 23 سنة 2018 ‏   | + 52 ث     |  |
| 8 | Stefan de Bod ‏     | منتخب جنوب أفريقيا الوطني لسباق الدراجات على الطريق للرجال تحت 23 سنة 2018‏ | + 59 ث     |  |
| 9 | Matteo Sobrero ‏    | منتخب إيطاليا لسباق الدراجات على الطريق للرجال تحت 23 سنة 2018 ‏            | + 1 د 01 ث |  |
| 10 | كالوم سكوتسون      | منتخب أستراليا لسباق الدراجات على الطريق للرجال تحت 23 سنة 2018 ‏           | + 1 د 01 ث |  |

## وصلات خارجية
- الموقع الرسمي
- لمحة عن سباق سباق الزمن تحت 23 سنة في بطولة العالم لسباق الدراجات على الطريق 2018 على موقع  ProCyclingStats   (برو  سايكلنج  ستاتس) - إحصاءات  محترفي  الدراجات.
- سباق الزمن تحت 23 سنة في بطولة العالم لسباق الدراجات على الطريق 2018 على موقع إحصائيات الدراجات الإحترافية (الإنجليزية)